# Infekčnost
Infekčnost je v epidemiologii schopnost patogenu vyvolat infekci. Infekčnost je rozsah, ve kterém může patogen vstoupit, přežít a množit se v hostiteli. Měří se poměrem počtu jedinců, kteří se nakazí, k celkovému počtu vystavených patogenu.
Bylo prokázáno, že infekčnost u rostlin pozitivně koreluje s virulencí. To znamená, že jak se zvyšuje schopnost patogenu infikovat větší počet hostitelů, zvyšuje se i úroveň poškození, které hostiteli přináší.
Infekčnost patogenu se liší od jeho nakažlivosti (přenositelnosti), což se týká schopnosti patogenu přecházet z jednoho organismu na druhý.